# كاسيدي
كاسيدي (بالإنجليزية: Cassidy) هو رابر ومغني وكاتب أغاني أمريكي، ولد في 7 يوليو 1982 في فيلادلفيا في الولايات المتحدة.

## وصلات خارجية
- الموقع الرسمي
- كاسيدي على موقع IMDb (الإنجليزية)
- كاسيدي على موقع ميوزك برينز (الإنجليزية)
- كاسيدي على موقع إن إن دي بي (الإنجليزية)
- كاسيدي على موقع أول ميوزيك (الإنجليزية)
- كاسيدي على موقع ديسكوغز (الإنجليزية)
- كاسيدي على موقع قاعدة بيانات الفيلم (الإنجليزية)